# Renato
Renato is een jongensnaam.
Renato is afgeleid van Renatus en is een voornaam van Latijnse origine welke letterlijk wedergeboren, wedergeborene of herborene betekent. (re=opnieuw/her – natus=geboren). 

## Personen met de naam Renato
- Renato Bruson, Italiaans opera-bariton
- Renato Castellani, Italiaans filmregisseur en scenarioschrijver
- Renato Corona, opperrechter van het Filipijns hooggerechtshof
- Renato Dirnei Florêncio Santos, Braziliaans voetballer, kortweg Renato genoemd
- Carlos Renato Frederico (1957), Braziliaans voetballer, kortweg Renato genoemd
- Renato Dulbecco, Italiaans viroloog
- Renato Ibarra, Ecuadoraans voetballer
- Renato Neto, Braziliaans voetballer
- Renato Martino, Italiaans geestelijke en kardinaal
- Renato Pirocchi, Italiaans Formule 1-coureur
- Renato Rascel, Italiaans zanger en acteur